# Национальный гроссмейстер по шашкам (Нидерланды)
Национальный гроссмейстер по шашкам (нидерл. Nationaal Grootmeester dammen) — пожизненное шашечное звание, присваиваемое KNDB за выполнение определённых квалификационных требований.
Для получения звания необходимо иметь звание национальный мастер. Кроме того, для получения звания гроссмейстер должны быть достигнуты пять гроссмейстерских баллов.
Гроссмейстерские очки можно набрать только в финале чемпионата Нидерландов. Первое место дает право на три балла, второе место дает два, и третье место одно. Если два игрока заняли общее место, то гроссмейстерские баллы делятся поровну.
Аналогичная норма у женщин для присвоения титула национального мастера. Титула гроссмейстера среди женщин в Нидерландах нет. Не присваиваются звания по итогам чемпионатов страны в шашки-64.
- Герт ван Аалтен
- Александр Балякин
- Йохан  Бастианнет
- Питер Бергсма
- Бауке Бис
- Ян Бом
- Рул Бомстра
- Йохан  ван ден Борст
- Роб Клерк
- Арнольд Дамме
- Герт ван Дейк
- Мартин Долфинг
- Франк Дрост
- Барис Дукель
- Якоб Бернард де Хас
- Фрек Гордейн
- Франс Хермелинк
- Рон Хёсденс
- Герман Хогланд
- Герард Янсен
- Ханс Янсен
- Вим де Йонг
- Герман де Йонг
- Рейнир Корнелис Келлер
- Йохан  Крайенбринк
- Арьен ван Лиувен
- Хейн Мейер
- Пим Мёрс
- Рууд Палмер
- Пит Розенбург
- Вим Розенбург
- Вим Рюстенбург
- Ауке Схолма
- Вим ван дер Слёйс
- Бен Шпрингер
- Йос Стоккел
- Тон Сейбрандс
- Кес Тейссен
- Сес Варкевиссер
- Ханс Вермин
- Йохан  Вос
- Яннес Ван дер Вал
- Вигер Весселинк
- Харм Вирсма
- Хендрик ван дер Зее